# Antonio Lecuona
Antonio María Lecuona Echániz (ur. 17 stycznia 1831 w Tolosie, zm. 26 września 1907 w Ondarroa) – hiszpański malarz pejzażysta i kostumbrysta związany z Krajem Basków.

## Życiorys
Uczył się malarstwa u Cosme Duñabeitii w Pampelunie i w Królewskiej Akademii Sztuk Pięknych św. Ferdynanda w Madrycie. W 1850 wygrał konkurs na stanowisko rysownika w Muzeum Nauk Przyrodniczych w Madrycie. W stolicy prowadził także malarskie atelier. Po 20 latach zrezygnował z pracy w muzeum i przeprowadził się do Bilbao, gdzie otworzył swój drugi warsztat. Jednym z jego uczniów był Manuel Losada Pérez de Nenin. Brał udział w czterech edycjach Krajowej Wystawy Sztuk Pięknych w 1856, 1860, 1864 i 1871. Został nadwornym malarzem Karola Burbona, pretendenta do hiszpańskiego tronu.